# Pavel Bucur

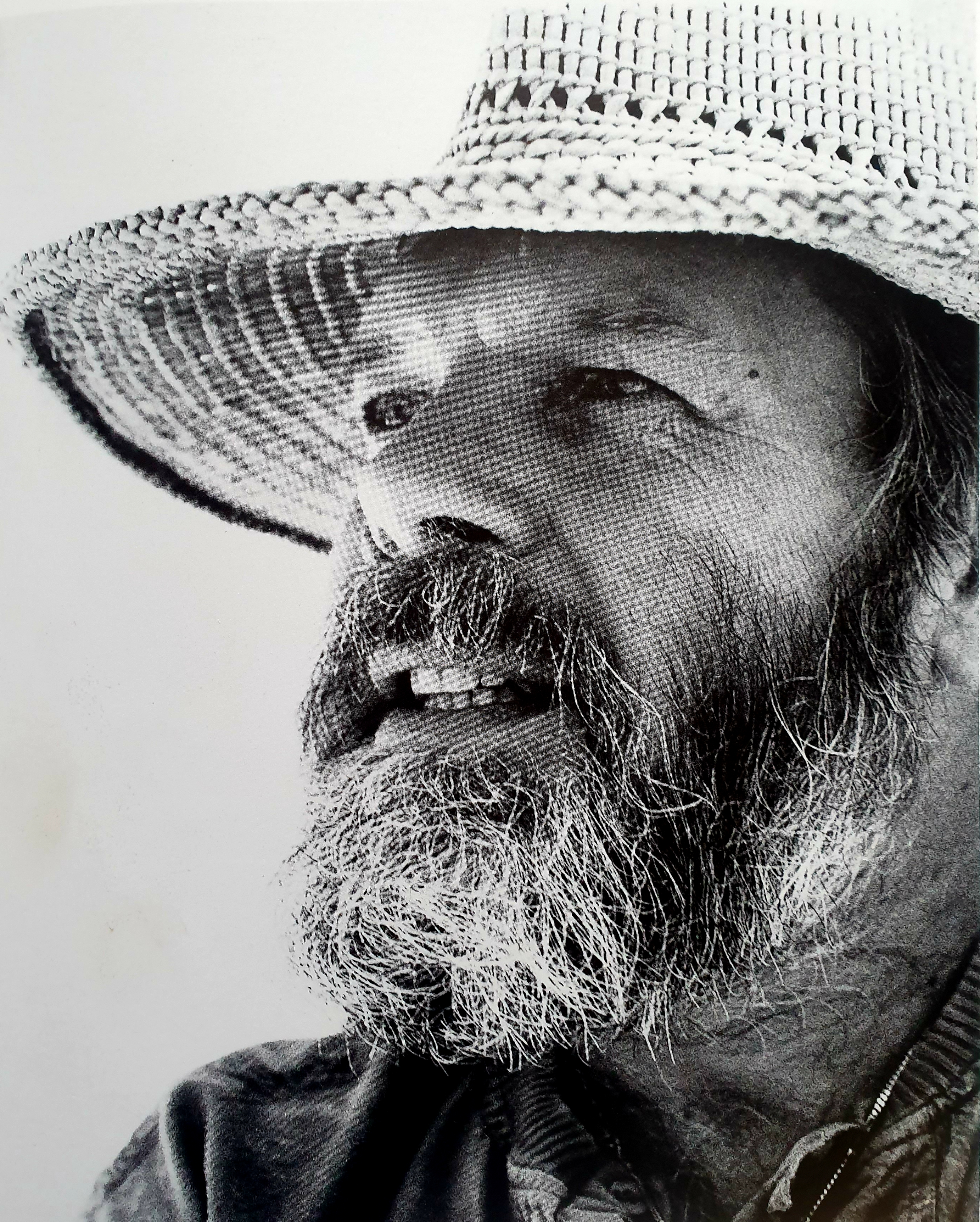
Scultore Pavel Bucur

Pavel Bucur (n. 1 noiembrie 1945, Bistrița, România – d. 26 septembrie 2016, Brașov, România) a fost un sculptor român.